# Parsua

Mapa Asyrii i krain leżących na wschód i północ od niej (1 połowa I tys. p.n.e.). Na mapie zaznaczone zostało położenie krainy Parsua - pomiędzy Zamuą i Elamem

Parsua, też Parsuasz i Parsumasz – starożytna kraina w górach Zagros, lokalizowana w rejonie współczesnego irańskiego miasta Sanandadż. Znana głównie ze źródeł asyryjskich z 1 połowy I tys. p.n.e. W krainie tej znajdował się szereg małych królestw, z których każde posiadało swego własnego króla.
Zgodnie z inskrypcjami asyryjskiego króla Salmanasara III (858-824 p.n.e.) Parsua znaleźć się miała wśród krain i miast zniszczonych przez niego w trakcie jego kampanii wojennej prowadzonej w 843 r. p.n.e. w rejonie górnego biegu rzeki Dijali i gór Zagros. Kilka lat później, w 835 r. p.n.e., w trakcie kolejnej wyprawy w ten rejon, 27 królów Parsuy złożyć miało dobrowolnie trybut Salmanasarowi III. Kiedy w 828 r. p.n.e. Dajan-Aszur, naczelny dowódca asyryjskich wojsk (turtānu), prowadził w zastępstwie króla działania wojenne w krainie Parsua, szereg jej królów złożyło mu trybut. Miasta tych królów, którzy odmówili złożenia trybutu, Dajan-Aszur zdobył i splądrował. W następnym roku Dajan-Aszur poprowadził kolejną wyprawę do Parsuy, zdobywając i niszcząc szereg miast, w tym ufortyfikowane miasta Pusztu, Szalahamanu i Kinihamanu. Szamszi-Adad V (823-811 p.n.e.), syn i następca Salmanasara III, otrzymać miał trybut od wysłanników z Parsuy w trakcie swej trzeciej wyprawy do krainy Nairi.
W 781 r. p.n.e. Parsua była jedną z krain przeciw którym wyprawił się Argiszti I (786-764 p.n.e.), król Urartu. Asyryjski król Adad-nirari III (810-782 p.n.e.) wymienia Parsuę wśród podbitych przez siebie krain leżących w północno-wschodniej Nezopotamii i północno-zachodnim Iranie. Kolejnego najazdu na tę krainę dokonał w 744 r. p.n.e. Tiglat-Pileser III (744-727 p.n.e.) w trakcie swej wyprawy przeciw Namri i innym krainom w górach Zagros. Efektem tej wyprawy było zajęcie Parsuy, która przyłączona została jako nowa prowincja do Asyrii. Stolicą prowincji Parsua było miasto Nikkur. Stąd też w źródłach asyryjskich prowincja ta nazywana była czasem prowincją Nikkur. Jako asyryjska prowincja Parsua wiernie trwała przy Asyrii w trudnych początkowych latach panowania Sargona II (722-705 p.n.e.), kiedy to wiele innych asyryjskich prowincji w regionie przy wsparciu Urartu zbuntowało się przeciw temu królowi. W trakcie swych kampanii przeciw buntownikom w 716 i 714 r. p.n.e. Sargon II nagrodził Parsuę za jej wierność przyłączając do jej terytorium zdobyte przez siebie miasta w sąsiednich krainach. Po śmierci Sargona II Parsua bardzo rzadko pojawia się już w źródłach asyryjskich. Mowa jest jeszcze o niej w jednym z listów skierowanych do Asarhaddona (680-669 p.n.e.). Odniesienie do niej znajduje się też w inskrypcji na „pryzmie Aszurbanipala”, która wspomina o tym, iż po zwycięstwie Aszurbanipala (669-627? p.n.e.) nad Elamem w 653 r. p.n.e. trybut przysłał mu Kurasz, król Parsumasz. Na tej wzmiance urywają się źródła pisane dotyczące Parsuy.